# 丘李賜恩
丘李賜恩，ISO（1942年12月2日—），1954年至1961年就讀伊利沙伯中學，1964年畢業於香港大學（1961年起入讀），丈夫為丘銘劍，於1970年在香港結婚，育有1子丘兆祺（1974年生）1女（1971年生）。曾任香港政府新聞處處長（1987-1997年），任期是歷任新聞處長中最長，退休後加入九廣鐵路公司擔任公司事務處總經理，是前政務司司長陳方安生手袋黨成員之一。
2001年董建華競選連任特首，時任九鐵事務總經理的丘李賜恩停薪留職，主管競選連任小組宣傳推廣。2007年加入新鴻基出任郭氏基金執董兼總幹事，負責人才培訓及推廣中華文化藝術。